# Четыре любви
«Четыре любви» (англ. The Four Loves) — изданная в 1960 году работа британского писателя и богослова Клайва Льюиса, исследующая природу любви в её христианском понимании.

## Издания
«Любовь» появилась сперва в виде радиобесед для Америки (1958). Перевод на русский язык был сделан Н.Л. Трауберг в 1976 году; впервые на русском языке произведение вышло в сокращении в журнале «Вопросы философии» (№ 8, 1989 г.), а в полном варианте в России в первый раз вышло в 1991 году в издательстве «Гнозис».

## Основное содержание
Льюис разграничил любовь-нужду и любовь-дар. 

Типичный пример второй — любовь к своим детям человека, который работает на них не жалея сил, отдает им все и жить без них не хочет. Любовь-нужду испытывает испуганный ребенок, бросающийся к матери.
— Ивин А. А. «Многообразный мир любви»
Следуя греческой традиции, Льюис подразделяет человеческую любовь на четыре категории:
1. сторге - привязанность между родственниками;
2. филия - дружба;
3. эрос - романтическая любовь двоих влюблённых
4. агапе - любовь к Богу и ближнему.

Льюис, наравне с Фрейдом, не видел в сексуальности ничего запретного или греховного и считал, что нам следует говорить о ней совершенно свободно.

## Переводы на русский язык
- Льюис Клайв Стейплз. Любовь // Христианство / Переводчик: Череватая И., Трауберг Наталья Леонидовна. — М. : АСТ, 2019. — С. 321-413. — 416 с. — (Эксклюзивная классика). — ISBN 978-5-17-115018-1.